# Vatsko morje
Vatsko morje (nizozemsko Waddenzee, [ˈʋɑdə(n)zeː] (); nemško Wattenmeer; nizkonemško Wattensee ali Waddenzee; dansko Vadehavet; zahodnofrizijsko Waadsee; severnofrizijsko di Heeff) je bibavični pas v jugovzhodnem delu Severnega morja. Leži med obalo severozahodne celinske Evrope in nizko ležečimi Frizijskimi otoki ter tvori plitvo vodno telo s plimskimi ravnicami in mokrišči. Ima veliko biotsko raznovrstnost in je pomembno območje tako za gnezdeče kot za ptice selivke. Leta 2009 sta bila nizozemski in nemški del Vatskega morja vpisana na Unescov seznam svetovne dediščine, danski del pa je bil dodan junija 2014.
Vatsko morje se razteza od Den Helderja na severozahodu Nizozemske, mimo velikih rečnih izlivov Nemčije do njegove severne meje pri Skallingenu na Danskem. Razteza se na približno 500 km in skupno pokriva približno 10.000 km2 veliko površino. Znotraj Nizozemske ga od jezera IJsselmeer razmejuje nasip Afsluitdijk. V preteklosti so bile obalne regije pogosto izpostavljene velikim poplavam, ki so povzročile na tisoče smrtnih žrtev, vključno s poplavami Svetega Marcela leta 1219 in 1362, Burchardijevo poplavo leta 1634 in Božično poplavo leta 1717. Nekatere od teh so tudi bistveno spremenile obalo. Zgrajeni so bili številni nasipi in več pregrad, in posledično so nedavne poplave povzročile malo ali nič smrtnih žrtev (čeprav so bili nekateri nasipi v novejši zgodovini le redko in le lokalno preplavljeni). Zaradi tega se območje uvršča med habitate na planetu, ki jih je človek najbolj spremenil.
Beseda wad v frizijščini in nizozemščini oznaka za »blatno ravnico« (nižjenemško in nemško Watt, dansko Vade). Za območje so značilne obsežne plimske blatne ravnine, globlji plimski jarki (plimni potoki) in otoki, ki so v tem območju, regiji, ki se nenehno spreminja med kopnim in morjem.
Pokrajino so v veliki meri oblikovale nevihtne plime v 10. in 14. stoletju, ki so preplavile in odnesle nekdanjo šotno zemljo za obalnimi sipinami. Sedanji otoki so ostanek nekdanjih obalnih sipin.
Proti Severnemu morju otoke zaznamujejo sipine in široke peščene plaže, proti Vatskemu morju pa nizka, plimska obala. Vpliv valov in tokov, ki odnašajo usedline, počasi spreminja tako kopno kot obalo. Na primer, otoka Vlieland in Ameland sta se skozi stoletja premikala proti vzhodu, saj sta na eni strani izgubila zemljo in jo dodala na drugi strani.

## Favna
Vatsko morje je znano po svoji bogati flori in favni, zlasti po pticah. Na stotine tisoče pobrežnikov, rac in gosi uporablja območje kot selitveno postajališče ali prezimovanje. Je tudi bogat habitat za galebe in čigre, pa tudi nekaj vrst čapelj, žličark in ptic ujed, vključno z majhno in naraščajočo gnezdečo populacijo orlov belorepcev. Vendar pa je biotska raznovrstnost Vatskega morja danes manjša, kot je bila nekoč; pri pticah so bili pogosti tudi veliki plamenci in rožnati pelikani, vsaj v holocenskem podnebnem optimumu, ko je bilo podnebje toplejše. Zaradi človekove dejavnosti in spreminjajočega se okolja so nekatere vrste izumrle, druge pa naj bi se priselile.
Večje ribe, vključno z raži, atlantskim lososom in potočno postrvjo, so še vedno prisotne v več delih Vatskega morja, vendar pa druge, kot je evropski morski jeseter, v regiji živijo le s projektom ponovne naselitve. Edina preostala naravna populacija houtingov na svetu preživi v danskem delu Vatskega morja in je bila uporabljena kot osnova za ponovne naselitve južneje, vendar ostaja precejšnja taksonomska zmeda glede njegovega statusa (ali je enak kot houtingi, ki so nekoč živeli južneje v Vatskem morju). Navadna ostriga je nekoč tvorila velike kolonije v regiji in je bila prisotna še do pred nekaj desetletji, ko je bila iztrebljena zaradi kombinacije bolezni in nadaljnjega širjenja invazivne pacifiške ostrige, ki zdaj tvori velike kolonije v Vatskem morju. Zlasti jugozahodni del Vatskega morja se je močno zmanjšal. Zgodovinsko gledano je bil Ren daleč najpomembnejša reka, ki se je izlivala v ta odsek, vendar se je zaradi zajezitve dotok vode močno zmanjšal. Posledično je ogroženih približno 90 % vseh vrst, ki so v preteklosti naseljevale ta del Vatskega morja.
Vatsko morje je pomemben habitat tako za navadne kot za sive tjulnje. Pristaniške pliskavke in belokljuni delfini so edini morski kiti. Nekoč so v južnem delu morja že izumrli, vendar so ponovno kolonizirali to območje. Številni drugi kiti območje obiščejo le sezonsko ali občasno. Nedavno povečanje števila severnoatlantskih kitov grbavcev in malih kitov bi lahko povzročilo več obiskov in morebitno ponovno kolonizacijo vrste na območjih, zlasti okoli Marsdiepa. Pričakuje se tudi prihodnje okrevanje nekoč izumrlih lokalnih velikih delfinov.

## Ohranjanje okolja
Vsaka od treh držav je določila ramsarska območja v regiji (znana kot Narodni parki Vatskega morja).
Čeprav Vatsko morje še ni navedeno kot čezmejno ramsarsko območje, je velik del Vatskega morja zaščiten v sodelovanju vseh treh držav. Vlade Nizozemske, Danske in Nemčije že od leta 1978 sodelujejo pri zaščiti in ohranjanju Vatskega morja. Sodelovanje zajema upravljanje, spremljanje in raziskave ter politične zadeve. Poleg tega je bila leta 1982 sprejeta Skupna izjava o zaščiti Vatskega morja za usklajevanje dejavnosti in ukrepov za zaščito Vaddenskega morja. Leta 1997 je bil sprejet tristranski načrt Vatskega morja.
Leta 1986 je UNESCO razglasil območje Vatskega morja za biosferni rezervat.
Junija 2009 je bilo Vatsko morje (ki obsega nizozemsko varstveno območje Vatskega morja in nemška nacionalna parka Vatskega morja Spodnja Saška in Schleswig-Holstein) uvrščeno na seznam svetovne dediščine UNESCO. Manjša sprememba meje leta 2011 je mestu dodala nacionalni park Hamburg Vatsko morje, leta 2014 pa je bil dodan danski del.

## Rekreacija
Mnogi otoki so bili priljubljena obmorska letovišča že od 19. stoletja.
V Vatskem morju je postalo priljubljeno pohodništvo po blatu, torej hoja po peščenih ravninah ob oseki.